# Давыдов, Анатолий Захарович
Анато́лий Заха́рович Давы́дов (5 ноября 1923 — 11 июня 2009, Санкт-Петербург) — российский советский график и живописец, Заслуженный художник Российской Федерации, член Санкт-Петербургского Союза художников (до 1992 года — Ленинградской организации Союза художников РСФСР).

## Биография
В 1948—1954 учился на графическом факультете ЛИЖСА им. И. Е. Репина у А. Пахомова, М. Таранова, А. Васильева. С 1955 участвовал в выставках, экспонируя свои работы вместе с произведениями ведущих мастеров изобразительного искусства Ленинграда. Испытал влияние П.Сезанна и А.Модильяни. Работал в станковой графике и живописи, преимущественно в жанре портрета и пейзажа. В 1955 принят в члены Ленинградского Союза советских художников. В 1999 удостоен почетного звания Заслуженный художник Российской Федерации.
Скончался 11 июня 2009 года в Санкт-Петербурге на 86-м году жизни.
Произведения А. З. Давыдова находятся в музеях и частных собраниях в России и за рубежом.